# Чемпионат мира по международным шашкам среди девушек
Чемпионат мира по международным шашкам среди девушек проводится с 1992 года ФМЖД. В 1989 году был проведён неофициальный чемпионат мира. Первой чемпионкой мира стала шашистка из Украины Людмила Литвиненко. В 2020 году не проводился из-за пандемии коронавируса. По политическим причинам с 2022 года спортсменки России и Белоруссии не были допущены на чемпионат.
С 2011 года проходит в разных возрастных группах — до 19 лет (юниоры), до 16 лет (кадеты), до 13 лет (мини кадеты) и до 10 лет (надежды). Проводится также в форматах с укороченным контролем времени — рапид и блиц.

## Призёры

### Юниорки (до 19 лет)
| Год  | Золото               | Серебро                           | Бронза               | Место проведения         | Формат соревнований                                                                                   |
| 1989 | Елена Дёмочкина      | Инна Мендельсон                   | Аннели Вески         | Таллин, Эстония          | Неофициальный чемпионат Швейцарская система                                                           |
| 1992 | Людмила Литвиненко   | Светлана Рачок                    | Аннели Вески         | Таллин, Эстония          | Швейцарская система                                                                                   |
| 1993 | Гульноза Гаибова     | Ингрида Друктейните               | Мадонна Чаламберидзе | Реден, Нидерланды        | Швейцарская система                                                                                   |
| 1997 | Тамара Тансыккужина  | Наталия Есина                     | Людмила Волкова      | Партене, Франция         | Швейцарская система                                                                                   |
| 1998 | Людмила Волкова      | Линда Схнидерс                    | Йорин Алинк          | Дутинхем, Нидерланды     | Швейцарская система (дополнительный матч с Линдой Схнидерс)                                           |
| 1999 | Эва Сюда             | Людмила Греверарс-Волкова         | Елена Смирнова       | Партене, Франция         | Швейцарская система                                                                                   |
| 2000 | Елена Пестунова      | Мунхтуя Насанбаяр                 | Дарья Ткаченко       | Хейкен, Нидерланды       | Швейцарская система (дополнительный матч с Анастасией Красновой, Мунхтуя Насанбаяр и Дарьей Ткаченко) |
| 2001 | Дарья Ткаченко       | Анастасия Краснова                | Ласма Абрамсоне      | Партене, Франция         | Швейцарская система                                                                                   |
| 2003 | Ирина Платонова      | Екатерина Чиркова                 | Елена Павлова        | Хейкен, Нидерланды       | Швейцарская система                                                                                   |
| 2005 | Симона Кулакаускайте | Лаура Латниесе                    | Екатерина Шеремет    | Днепродзержинск, Украина | Швейцарская система                                                                                   |
| 2006 | Симона Кулакаускайте | Марфа Никитина                    | Лаура Латниесе       | Хейкен, Нидерланды       | Швейцарская система                                                                                   |
| 2007 | Олеся Абдуллина      | Ольга Федорович Наталья Садовская | -------              | Anduze, Франция          | круговая система                                                                                      |
| 2008 | Матрёна Ноговицына   | Виктория Мотричко                 | Ольга Федорович      | Нидзица, Польша          | Швейцарская система                                                                                   |
| 2009 | Матрёна Ноговицына   | Дарья Федорович                   | Наталья Садовская    | Витебск, Белоруссия      | Швейцарская система                                                                                   |
| 2010 | Ольга Федорович      | Наталья Садовская                 | Айыына Собакина      | Налдвейк, Нидерланды     | Швейцарская система                                                                                   |
| 2011 | Ольга Федорович      | Дарья Федорович                   | Айыына Собакина      | Минск-Мазовецкий, Польша | круговая система                                                                                      |
| 2012 | Чжао Ханьцин         | Анастасия Барышева                | Хейке Верхёл         | Хейкен, Нидерланды       | круговая система                                                                                      |
| 2013 | Айгуль Идрисова      | Айыына Собакина                   | Вера Хващинская      | Мирпуа-сюр-Тарн, Франция | Швейцарская система                                                                                   |
| 2014 | Ньургуяна Азарова    | Милда Йоцайте                     | Анастасия Барышева   | Дабки, Польша            | Швейцарская система                                                                                   |
| 2015 | Вера Хващинская      | Ангелина Попова                   | Юлия Юркова          | Бейлен, Нидерланды       | Швейцарская система                                                                                   |
| 2016 | Мария Миронова       | Руфина Аюпова                     | Аяника Кычкина       | Измир, Турция            | Швейцарская система                                                                                   |
| 2017 | Аяника Кычкина       | Анна Дмитренко                    | Полина Петрусёва     | Дабки, Польша            | Швейцарская система                                                                                   |
| 2018 | Сайя Гансухе         | Агата Парахина                    | Марта Банковска      | Гомель, Белоруссия       | Швейцарская система                                                                                   |
| 2019 | Марта Банковска      | Яна Якубович                      | Мишээл Баяр          | Измир, Турция            | Швейцарская система                                                                                   |
| 2021 | Мария Чеснокова      | Анастасия Архангельская           | Николь де Врис       | Шклярска-Поремба, Польша | Швейцарская система                                                                                   |
| 2022 | Рита Пакаускайте     | Триину Ялг                        | Лиса Схолтенс        | Анталья, Турция          | Швейцарская система                                                                                   |
| 2023 | Мунхжин Баатархуу    | Мишээл Баяр                       | Лёйсе Габберт        | Полице, Польша           | Швейцарская система                                                                                   |
| 2024 | Катерина Моисей      | Лёйсе Габберт                     | Катажина Писарска    | Шклярска-Поремба, Польша | Швейцарская система                                                                                   |

### Кадетки (до 16 лет)
| Год  | Золото                  | Серебро              | Бронза                         | Место проведения | Формат соревнований |
| 2011 | Ньургуяна Азарова       | Сайя Гансухе         | Айгуль Идрисова                | Монголия         | Швейцарская система |
| 2012 | Ангелина Попова         | Ньургуяна Азарова    | Анна Дмитренко Вера Хващинская | Нидерланды       | круговая система    |
| 2013 | Елена Чеснокова         | Аяника Кычкина       | Руфина Аюпова                  | Польша           | круговая система    |
| 2014 | Елена Чеснокова         | Руфина Аюпова        | Ангелина Попова                | Франция          | круговая система    |
| 2015 | Кристина Осипова        | Катажина Станчук     | Елена Чеснокова                | Нидерланды       | Швейцарская система |
| 2016 | Яна Якубович            | Ксения Нахова        | Яна Лазовик                    | Турция           | Швейцарская система |
| 2017 | Полина Козлова          | Яна Якубович         | Дууренбилег Ганбат             | Польша           | Швейцарская система |
| 2018 | Ольга Балукова          | Мишээл Баяр          | Яна Лазовик                    | Беларусь         | Швейцарская система |
| 2019 | Тунаара Фёдорова        | Виктория Николаева   | Мария Чеснокова                | Турция           | Швейцарская система |
| 2022 | Лхагвадолгор Норовсурен | Тогжан Тажибекова    | Катерина Моисей                | Турция           | Швейцарская система |
| 2023 | Батдаваа Йесуи          | Флёр Крёйсмюлдер     | Юлия Бинцаровская              | Польша           | Швейцарская система |
| 2024 | Катерина Мусиенко       | Отгонсурен Занданбал | Юлия Бинцаровская              | Польша           | Швейцарская система |

### Мини кадетки (до 13 лет)
| Год  | Золото                 | Серебро                | Бронза             | Место проведения | Формат соревнований |
| 2012 | Елена Чеснокова        | Руфина Аюпова          | Сардаана Чупрова   | Беларусь         | круговая система    |
| 2013 | Елена Буянская         | Елена Чеснокова        | Кристина Осипова   | Украина          | Швейцарская система |
| 2014 | Вера Горбачёва         | Яна Лазовик            | Яна Якубович       | Эстония          | Швейцарская система |
| 2015 | Ольга Балукова         | Яна Лазовик            | Елена Кычкина      | Нидерланды       | Швейцарская система |
| 2016 | Ольга Балукова         | Мария Чеснокова        | Ли Чжэнъи          | Турция           | Швейцарская система |
| 2017 | Мария Чеснокова        | Тунаара Фёдорова       | Алёна Большакова   | Польша           | Швейцарская система |
| 2018 | Виктория Николаева     | Сандаара Апросимова    | Анастасия Соколова | Беларусь         | Швейцарская система |
| 2019 | Энхболд Хуслен         | Сандаара Апросимова    | Дарья Никифорова   | Турция           | Швейцарская система |
| 2021 | Дайаана Алексеева      | Маргарита Фёдорова     | Катерина Мусиенко  | Польша           | Швейцарская система |
| 2022 | Мальвина Мисане        | Мягмарсурэн Цэдэвсурэн | Юлия Бинцаровская  | Турция           | Швейцарская система |
| 2023 | Эрденесаихан Даариимаа | Зофия Видель           | Мальвина Мисане    | Польша           | Швейцарская система |
| 2024 | Тамир Баатарху         | Финне Мартенс          | Варвара Иванова    | Польша           | Швейцарская система |

### Надежды (до 10 лет)
| Год  | Золото              | Серебро              | Бронза              | Место проведения | Формат соревнований |
| 2012 | Ци Синьюйe          | Дарья Кудрявцква     | Анна Коротич        | Беларусь         | круговая система    |
| 2013 | Ольга Балукова      | Дууренбилег Ганбат   | Алима Кассим        | Украина          | Швейцарская система |
| 2014 | Мария Чеснокова     | Мунхжин Баатархуу    | Ангелина Скрябина   | Эстония          | Швейцарская система |
| 2015 | Тунаара Фёдорова    | Елизавета Бородачёва | Виктория Николаева  | Нидерланды       | Швейцарская система |
| 2016 | Сюй Сяоя            | Дарья Никифорова     | Сандаара Апросимова | Турция           | Швейцарская система |
| 2017 | Александра Синяк    | Галина Филиппова     | Сайаана Наумова     | Польша           | Швейцарская система |
| 2018 | Любовь Кобрина      | Дайаана Алексеева    | Сюй Цзиюнь          | Беларусь         | Швейцарская система |
| 2019 | Елизавета Васильева | Катерина Мусиенко    | Гуань Синьюэ        | Турция           | Швейцарская система |
| 2021 | Айыына Прокопева    | Варвара Иванова      | София Тансыккужина  | Польша           | Швейцарская система |
| 2022 | Варвара Иванова     | Оливия Ганкарц       | Гумарал Гармаа      | Турция           | Швейцарская система |
| 2023 | Варвара Иванова     | Алиса Мисане         | Номунзая Энкхтур    | Польша           | Швейцарская система |
| 2024 | Дэлгэрмаа Ганбат    | Ван Цзыцянь          | Анна Радионова      | Польша           | Швейцарская система |